# Ramón Alzórriz
Ramón Alzórriz Goñi (Pamplona, 1973) es un político español. Ha sido concejal del ayuntamiento de Burlada por el Partido Socialista de Navarra desde 2007 hasta 2019. Desde 2019 es diputado del Parlamento de Navarra, donde ha ejercido de portavoz del Grupo Parlamentario Socialista hasta 2025.

## Trayectoria política
Ramón Alzórriz es técnico de grado medio en gestión administrativa. Trabajó en la nave del polígono industrial de Landaben de la empresa SAS Autosystemtechnik, subsidiaria en Navarra de SAS Institute. Llegó a presidir el comité de empresa en representación de la Unión General de Trabajadores (UGT).
Como miembro del Partido Socialista de Navarra (PSN), fue elegido concejal del Ayuntamiento de Burlada tras las elecciones municipales de España de 2007. En las elecciones de 2011 revalidó su concejalía y para las elecciones municipales de 2015 fue elegido candidato del PSN a la alcaldía, por lo que ocupó el primer lugar en listas. El año anterior tuvo su primer cargo en la ejecutiva del PSN, teniendo la Secretaría de Política Municipal.
Tras las elecciones municipales de 2015, la alcaldía fue para José María «Txema» Noval Galarraga, de la plataforma Cambiemos Burlada, lista más votada del municipio, con el apoyo de los concejales de EH Bildu.
En 2019, Alzórriz se presentó en la lista del PSN al Parlamento para las elecciones forales como número 2 tras María Chivite. Tras las elecciones y la obtención del acta de diputado foral, fue elegido portavoz del PSN en el Parlamento de Navarra. En las elecciones forales de 2023 volvió a estar en la lista del PSN al Parlamento como número 2, revalidando el acta de diputado.
El 18 de junio de 2025 renunció a todos sus cargos orgánicos en el PSN al conocerse que su pareja había trabajado en una de las empresas relacionadas con el caso Koldo.